# Ciguatera

Struktura chemiczna ciguatoksyny CTX1B

Ciguatera (CFP od ang. Ciguatera Fish Poisoning) – zatrucie toksynami morskimi, zwanymi ciguatoksynami, przebiegające najczęściej pod postacią objawów zatrucia pokarmowego, których bezpośrednią przyczyną jest spożycie niektórych gatunków ryb.
Pierwotnym źródłem toksyn są algi z gatunku Gambierdiscus toxicus, które są początkowym ogniwem łańcucha pokarmowego wielu mórz tropikalnych. W kolejnych ogniwach łańcucha pokarmowego następuje progresywna kumulacja toksyn i wśród dużych, drapieżnych gatunków stężenie toksyny może osiągnąć poziom toksyczny dla człowieka. Objawy choroby opisano po spożyciu wielu ryb, w tym pstrąga, łososia, makrelowatych, barrakudowatych, niektórych murenowatych, lucjanowatych i strzępielowatych – występowanie toksyn opisano w sumie u około 400 gatunków ryb regionów tropikalnych i subtropikalnych, a także u hodowlanych łososi. Szczególnie częste przypadki występowania toksyny stwierdzono w tropikalnych rejonach Pacyfiku, północnej Australii i na Karaibach.
Objawy pojawiają się po około 30 minutach od spożycia skażonego mięsa (ciguatoksyny są odporne na temperaturę, więc gotowanie nie zmniejsza ryzyka zatrucia) i rozpoczynają się gwałtowną biegunką, wymiotami i bólami brzucha. W miarę trwania tych objawów dołączają kolejne, takie jak bóle mięśni, zawroty głowy, nadmierna potliwość, stany lękowe, paradoksalne obniżenie temperatury ciała, drętwienie ust i palców, ataksja i halucynacje. Charakterystycznym objawem jest też uczucie palenia przy kontakcie z zimnym przedmiotem. W niektórych przypadkach nasilenie objawów neurologicznych doprowadza do paraliżu i zgonu.
Objawy zatrucia mogą utrzymywać się kilka tygodni, ale opisywano także trwanie objawów przez 20 lat. W przypadkach przewlekłych objawy zatrucia mogą przebiegać podobnie do stwardnienia rozsianego.
Nie jest znane skuteczne antidotum na ciguatoksyny. Obowiązuje więc leczenie objawowe, polegające na wyrównywaniu stwierdzanych zaburzeń. W leczeniu stosowany był również mannitol, ale ostatnie badania nie potwierdzają jego skuteczności. W przypadku dolegliwości neurologicznych skuteczna bywa amitryptylina. Nawet u osób, które już nie mają objawów klinicznych, spożycie niektórych pokarmów (orzechów, kurczaka, jajka, alkoholu, ryby) może powodować nawrót dolegliwości.
Profilaktyka sprowadza się do unikania dużych ryb (ponad trzy kilogramy) pochodzących z mórz tropikalnych. Należy również pamiętać, że ani gotowanie, ani mrożenie nie unieczynnia toksyny.